# Мартьяновка (притока Позимі)
Мартья́новка (рос. Мартьяновка) — річка у Зав'яловському районі Удмуртії, Росія, ліва притока Позимі.
Довжина річки становить всього 7 км. Бере початок На північно-східній околиці села Нове Мартьяново. протікає спочатку на захід, потім плавно повертає на північний захід. Впадає до Позимі навпроти села Первомайський. В нижній течії протікає через болота, для осушення яких була створена дренажна система каналів.
На річці розташовані села Нове Мартьяново та Старе Мартьяново. в Першому створено став, в другому збудовано автомобільний міст на трасі Іжевськ-Аеропорт.